# Palais Ahmed Bey (Constantine)
Pour les articles homonymes, voir Palais Ahmed Bey.
Le palais de Ahmed Bey (en arabe : قصر أحمد باي ; en tamazight : ⴰⴽⵙⵓⵔ ⴰⵃⵎⴰⴷ ⴱⴰⵢ), est l'un des palais historiques à Constantine, en Algérie. Il est l’un des vestiges les mieux conservés de l’architecture de l’époque beylicale.
Situé au sein de la médina, sur la pente sud-est du socle rocheux qui porte le centre historique, il est l’un des monuments les plus intéressants d’Algérie, que ce soit par son architecture mauresque remarquable ou par ses souvenirs historiques. On y accède par une porte verte, massive, constellée de clous décoratifs en laiton place Si El Houas, via la ruelle Rachid-Zaâtar qui monte depuis la rue Didouche Mourad, tandis que les rues Mohamed Sief, Bouhali Mustapha et du 19 Mai 1956 l’encadrent.
Imposant et parfaitement harmonieux, il se distingue par ses proportions élégantes et grandioses. Son architecture reflète le raffinement du luxe algérien et l’ostentation de l’époque, réunissant des éléments d’une grande richesse esthétique. C’est le type le plus complet de l’architecture appliquée à la fois aux nécessités des mœurs et du climat du pays.
Le Palais de Ahmed Bey a été utilisé comme résidence officielle du bey jusqu'en 1881, date a laquelle l'Algérie a été colonisée par la France. Le palais a ensuite été utilisé comme siège du gouvernement colonial. En 1962, après l'indépendance de l'Algérie, le palais a été transformé en musée.
Il est également considéré comme l'un des principaux sites touristiques de la ville, s'étendant sur une superficie totale construite de 5 609 m2, sans compter les jardins.

## Histoire

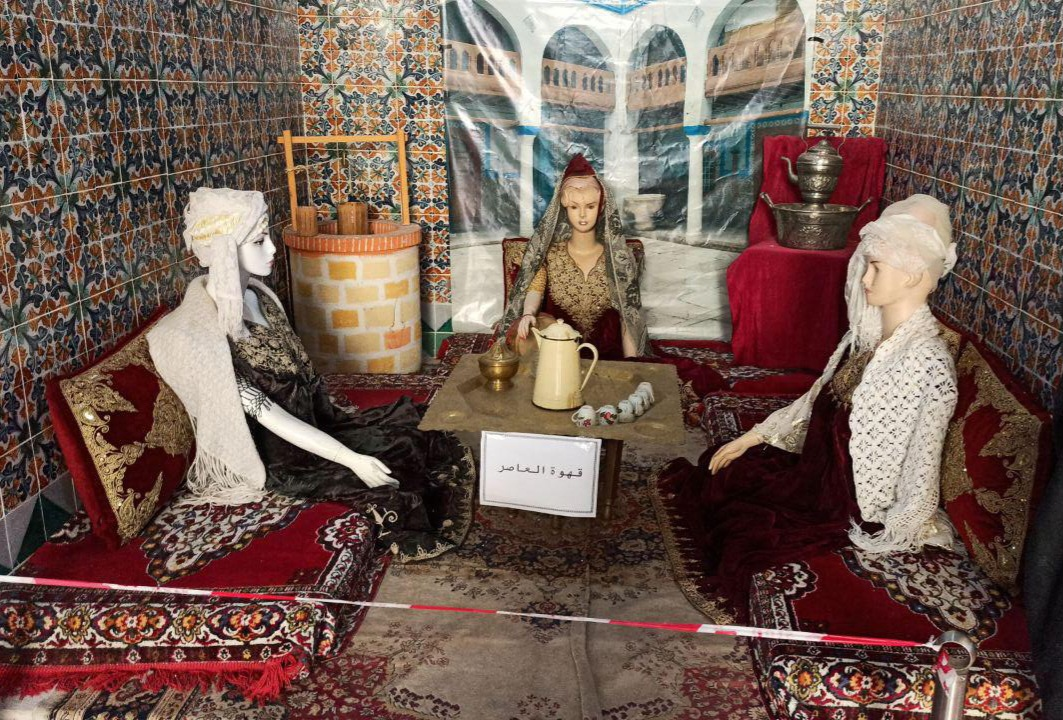
Femmes en tenues traditionnelles exposées au palais.

### Sous Ahmed Bey
Le palais a été conçu et développé par Hadj Ahmed Bey, qui fit le choix de ne pas s’installer à Dar El-Bey, contrairement à ses prédécesseurs. Son origine remonte à la propriété familiale de ses parents, Dar Oum Ennoun, la maison de sa mère, autrefois accolée au palais. Afin d’agrandir sa future demeure, il annexa plusieurs maisons voisines, soit par acquisition, soit par la force. Pour mener à bien ce projet ambitieux, l’équivalent d’un quartier entier fut rasé pour laisser place au chantier du palais. Cependant, Dar Oum Ennoun fut détruite lors de la période coloniale française pour des raisons d’alignement des routes. Il n’en subsiste aujourd’hui que deux colonnes, derniers vestiges de la demeure familiale d’Ahmed Bey.
De 1825 à 1829, le palais du Bey verra sa configuration limitée au jardin des orangers. Ahmed Bey aura les coudées franches pour achever l'œuvre à laquelle il aspirait, avec la réalisation du jardin des palmiers, le patio, le patio avec bassin, le pavillon central... Les travaux débutent en 1825, le palais est achevé en 1835, deux ans avant la chute de Constantine lors du siège de 1837, date à laquelle Ahmed Bey en prend possession, mais sa jouissance du palais sera de courte durée.

### Période coloniale
Après la prise de la médina, bastion de la résistance d’Ahmed Bey lors de la seconde bataille de Constantine, les forces coloniales s’installèrent immédiatement dans le palais. Celui-ci fut par la suite agrandi à l’arrière pour accueillir le siège de l’état-major.
Le palais fut transformé en hôpital militaire, puis en Hôtel de la Division, subissant d'importantes modifications. Il accueillit de nombreuses personnalités, dont Horace Vernet et, un demi-siècle plus tard, Guy de Maupassant. Mac Mahon y établit ses quartiers, tandis que le duc de Nemours, le prince Napoléon et son épouse Clotilde de Savoie y séjournèrent en 1861. En 1862, le futur roi des Belges, Léopold II, y fit halte, suivi par Napoléon III en 1865, qui y planta un cèdre du Liban, encore visible aujourd’hui.
Malgré les transformations qu’il a subies durant la période coloniale, l’édifice a résisté aux tentatives des autorités de le réaffecter entièrement à un autre usage. Situé au cœur de la haute ville européenne, il a conservé son identité et son empreinte historique. Pour certains, cette préservation s’explique par l’atmosphère singulière du palais, imprégnée de réminiscences du passé, qui plonge le visiteur dans les méandres de l’histoire de Constantine.
En 1935, les autorités coloniales l'ont classé monument historique.

### Après l’indépendance
Après l'indépendance en 1962, le palais accueille diverses manifestations culturelles, tandis qu'une de ses ailes est utilisée comme évêché par Monseigneur Scotto.
Le Palais de Ahmed Bey a été transformé en musée en 1982 et abrite une vaste collection. Parmi les pièces exposées, on retrouve des œuvres d’art telles que des mosaïques, des fresques et des boiseries sculptées ornées de motifs floraux, géométriques et animaliers. Les tapisseries en laine et en soie, ainsi que les céramiques en terre cuite, présentent des compositions minutieuses, témoignant du savoir-faire artisanal. Le musée conserve également des artefacts archéologiques datant de la préhistoire à la période beylicale, incluant des outils, des bijoux et des armes préhistoriques, des statues et mosaïques romaines, ainsi que des fresques et céramiques byzantines. La période islamique y est représentée à travers des objets en métal, des boiseries et des œuvres décoratives. Une collection ethnographique met en lumière la vie quotidienne des Algériens à travers les âges, avec des vêtements traditionnels, des bijoux, des instruments de musique et des objets liés aux pratiques religieuses. Enfin, des éléments historiques tels que des armes, des uniformes, des documents et des photographies retracent l’histoire du pays.

#### Restauration
Au début des années 1980, une entreprise polonaise est mandatée pour restaurer le palais dans son état d’origine. Les travaux, ralentis par un manque de financements, reprennent plus tard sous la supervision d’un architecte formé à Rome. En 2009, le palais ouvre enfin ses portes au public et devient un musée des arts et traditions populaires.
Au fil des restaurations, d’anciennes photographies ont révélé l’existence d’un bassin traversé par un passage où les femmes pouvaient s’asseoir et se détendre, les pieds dans l’eau. Transformé en jardin sous l’occupation française, il a finalement été restitué dans son état d’origine grâce aux travaux menés sous la direction de l’architecte Abdelaziz Badjadja, qui a réintégré un bassin en marbre conforme à la conception initiale.
En 2022, une opération d’aménagement scénographique et d’équipement du palais Ahmed Bey a été lancée, avec un budget de 320 millions DA. Ce projet comprenait l’étude, le suivi et la mise en place des installations scénographiques ainsi que l’équipement du palais.

## Description
Dès que l'on franchit le seuil du palais, une atmosphère singulière s’installe. L’architecture, soigneusement agencée, crée un espace où le silence contraste avec l’agitation de la ville environnante. Ce calme enveloppant confère au lieu une sensation d’apaisement et une aura presque envoûtante, transportant le visiteur hors du temps. À peine quelques marches escaladées, on accède au hall tout en marbre, orné de colonnades d’albâtre et de murs revêtus de faïences mauresques. À gauche se trouve Dar Fatoum, l’appartement de la favorite du bey, témoignage de l’organisation intime du palais. Tous les plafonds y sont décorés de luminaires en cuivre jaune, ajoutant une touche de raffinement et de majesté à l’ensemble. Le palais, de forme rectangulaire, a été construit sur un terrain en forte pente, nécessitant des structures solides à sa base pour assurer à la fois le soutènement et abriter caves et écuries. Il se compose de trois corps de logis à un étage, séparés par deux jardins, dont l’un abritait l’ancien harem du bey. L'architecture mauresque y est caractérisée par son utilisation de colonnes, de sculptures et de mosaïques. Les colonnes, héritées de l’architecture romaine, confèrent au palais grandeur et majesté. Les sculptures et mosaïques, ornant façades, murs et sols, présentent des motifs floraux et géométriques typiques de l’art mauresque, riches en symbolisme.
De hauts murs protègent cette retraite isolée, caractéristique de l’architecture algérienne, avec des ouvertures sécurisées par du fer ou des grillages épais. Les appartements, disposés autour des galeries, s’ouvrent sur les cours et jardins pour préserver l’intimité. À l’extérieur, les fenêtres, initialement petites et rares, rappelaient des créneaux avant d’être agrandies pour plus de lumière et d’aération. Le premier étage reprend la même disposition architecturale que le rez-de-chaussée.
Les fondations de l’ensemble reposent sur des pierres de taille issues de vestiges romains, tandis que les murs mêlent maçonnerie et assises de briques, recouverts d’un enduit de chaux et de sable. Les arcs des galeries, quant à eux, sont entièrement construits en briques.
Le palais, qui s’étend sur trois étages, présente une architecture raffinée où chaque élément semble porteur d’histoire et de mystère. Il comprend trois suites, reliées par un couloir bordé d’arcs soutenus par 270 colonnes en marbre, ainsi que trois jardins, trois cours et deux fontaines en marbre. L’agencement du rez-de-chaussée, des étages et du sous-sol renforce cette impression d’harmonie architecturale, tandis que les quatre colonnes en fonte, énigmatiques, contrastent avec les 270 colonnes en marbre qui structurent l’édifice. Les plafonds sont également recouverts de marbre, et l’ensemble est sublimé par 540 portes en bois de cèdre, inscrites et ornées de sculptures et de motifs décoratifs.
L’atmosphère singulière du palais est également renforcée par ses 22 galeries, qui occupent près de 23 % de la surface totale de l’édifice, soit environ 12 000 m². Ces galeries, en harmonie avec la nécropole de 28 m², confèrent au lieu une dimension presque mystique, où l’architecture se mêle à la mémoire du passé, rendant chaque espace empreint d’histoire et de symbolisme.
L'étage est accessible par deux escaliers : le premier, en marbre, appartient à la construction d’origine, tandis que le second, un escalier en colimaçon en métal, a été ajouté par Napoléon III. On y trouve le pavillon de Fatima, l’une des filles du bey, considéré comme le plus vaste et somptueux du palais. Sa chambre, élégamment agencée, s’ouvre sur deux autres pièces et dispose d’un accès direct menant au harem situé au rez-de-chaussée. Ce pavillon familial comprend également les chambres réservées aux épouses du bey, chacune conçue selon un agencement précis : une entrée appelée m’qadem, un salon central nommé el-iwan et, de part et d’autre, deux espaces dédiés au rangement.
L’étage possède également un système d’isolation naturelle, assurant un confort thermique entre l’intérieur des chambres et l’extérieur. Parmi ses particularités figure le takhtabout, une véranda entourée de moucharabiehs, permettant aux femmes d’observer l’animation du palais et des jardins sans être vues.
Les différentes pièces du palais témoignent de son raffinement et de sa richesse artistique. Au cœur de l’édifice, la salle du trône, élément central du palais, impressionne par ses dimensions, environ 20 mètres de long sur 10 mètres de large. Son sol en marbre et ses murs finement décorés lui confèrent une majesté particulière.
La salle de réception, la plus vaste du palais, se distingue également par son décor raffiné, inspiré de l’art traditionnel. À l’étage, la bibliothèque, d’environ 20 mètres sur 10, se révèle être un espace d’érudition et de contemplation. Son décor, mêlant boiseries sculptées et mosaïques colorées, témoigne du soin apporté à son aménagement. Les motifs floraux et géométriques qui ornent les murs et le mobilier sont réalisés avec des matériaux précieux, conférant à la pièce une atmosphère solennelle. Cette bibliothèque, fréquentée par le bey et ses conseillers, servait à la consultation d’ouvrages et à la recherche. Elle enferme principalement des ouvrages de littérature, d’histoire, de religion et de sciences, tandis que ses manuscrits couvrent des domaines variés, allant du droit et de l’administration aux sciences et à la littérature.
Voici quelques exemples de livres et de manuscrits qui sont conservés dans la bibliothèque : 
Livres
- Le Coran
- Les Hadiths
- Les ouvrages d'Al-Ghazali
- Les ouvrages d'Ibn Khaldun
- Les ouvrages de Ibn Sina
Manuscrits
- Des documents juridiques, tels que des contrats de mariage et des testaments
- Des documents administratifs, tels que des registres de recensement et des registres fiscaux
- Des documents scientifiques, tels que des traités de médecine et d'astronomie
- Des documents littéraires, tels que des poèmes et des contes
Au rez-de-chaussée, la salle de bain, de forme rectangulaire, est une pièce unique en son genre, la seule salle de bain mauresque préservée en Algérie. Parée de mosaïques colorées aux motifs floraux et géométriques, elle reflète l'évolution de l'hygiène et du confort à l'époque beylicale, témoignant de l'attention portée par le bey et sa famille à la propreté et au bien-être. Le sol en marbre immaculé s'accorde parfaitement avec les éléments en marbre finement sculpté, tels que la baignoire et le lavabo. Plus qu'un simple espace fonctionnel, cette salle incarne également un symbole de la richesse et du pouvoir du bey, illustrant un mode de vie empreint de luxe et de raffinement.
Non loin, la salle de prière, sobre mais majestueuse, constitue un espace spirituel essentiel au sein du palais. Rectangulaire, elle mesure environ 15 mètres de long sur 10 mètres de large. Le sol, recouvert de marbre, et les murs ornés de mosaïques aux motifs religieux, tels que des étoiles à cinq branches, des croissants de lune et des palmiers, confèrent à cet espace une atmosphère empreinte de sacralité. L'entrée de la salle est orientée vers la Mecque, avec un mihrab au fond indiquant cette direction sacrée. Un minbar, utilisé pour les prêches, complète l'agencement de la pièce. Utilisée par le bey et sa famille pour les prières quotidiennes, cette salle accueillait également des prières collectives ouvertes au public.

### Eléments architectoniques
Le palais se distingue par la richesse de ses ornements, notamment l’usage du marbre, présent à la fois dans les colonnes soutenant les structures horizontales et dans le dallage des galeries. Le Bey fit importer des colonnes et des carreaux de marbre d’Italie, tout en exploitant le marbre local de Filfila, afin de conférer au palais un faste exceptionnel. Pour embellir encore davantage cet écrin, il réquisitionna, parfois de gré, parfois de force, des objets précieux issus des riches demeures de la ville. Si certains propriétaires furent dédommagés, d’autres portèrent plainte auprès du pacha d’Alger, qui tenta d’intervenir, provoquant la colère du Bey. Cet épisode ralentit momentanément les travaux, mais dès 1830, après la prise d’Alger, la construction s’accéléra, avec un regain d’ardeur pour agrandir le palais et y intégrer de nouvelles œuvres d’art, alors que Constantine résistait toujours à l’occupation.
Les colonnades constituent l’élément architectural le plus emblématique du palais. Les arcades, généralement ogivales, reposent sur 270 colonnes monolithes en marbre blanc, de tailles et de formes variées : certaines sont élancées et élégantes, d’autres plus trapues et massives, avec des sections rondes, carrées, torsadées ou octogonales. Leur diamètre varie de 15 à 25 cm, et leur hauteur ne dépasse généralement pas 2,5 mètres.
Le Génois Schiaffino à importé des colonnes en échange de cargaisons de blé, tandis que d’autres proviennent de demeures plus anciennes. Leur origine italienne se reconnaît souvent au croissant de lune sculpté sur les chapiteaux, un marquage indiquant leur destination vers la Régence d'Alger. Les chapiteaux, mélangeant différents styles, arborent des motifs de feuillages et de grappes de fruits évoquant l’ordre corinthien, tandis que d’autres rappellent les influences toscanes ou gréco-byzantines.
Le raffinement du décor se manifeste aussi dans la sculpture minutieuse des portes, qui obéit à des codes bien définis. Une porte richement ornée à l’extérieur et sobre à l’intérieur indique une chambre réservée aux hommes, tandis qu’une porte décorée côté intérieur mais simple à l’extérieur désigne un espace dédié aux femmes.
Les murailles latérales sont ornées d’un revêtement en faïences vernies, un zellidj aux teintes variées et d’origines diverses, formant des motifs floraux entrelacés ou des mosaïques raffinées. Près de 47 000 carreaux de faïence garnissent les murs du palais jusqu’à mi-hauteur. Parmi les 167 types recensés certains ont été importés de Tunisie, d’Italie, de Marseille, de Syrie et de Hollande. Le sol, pavé de dalles en marbre, s’harmonise avec ces décors, renforçant l’élégance du palais.

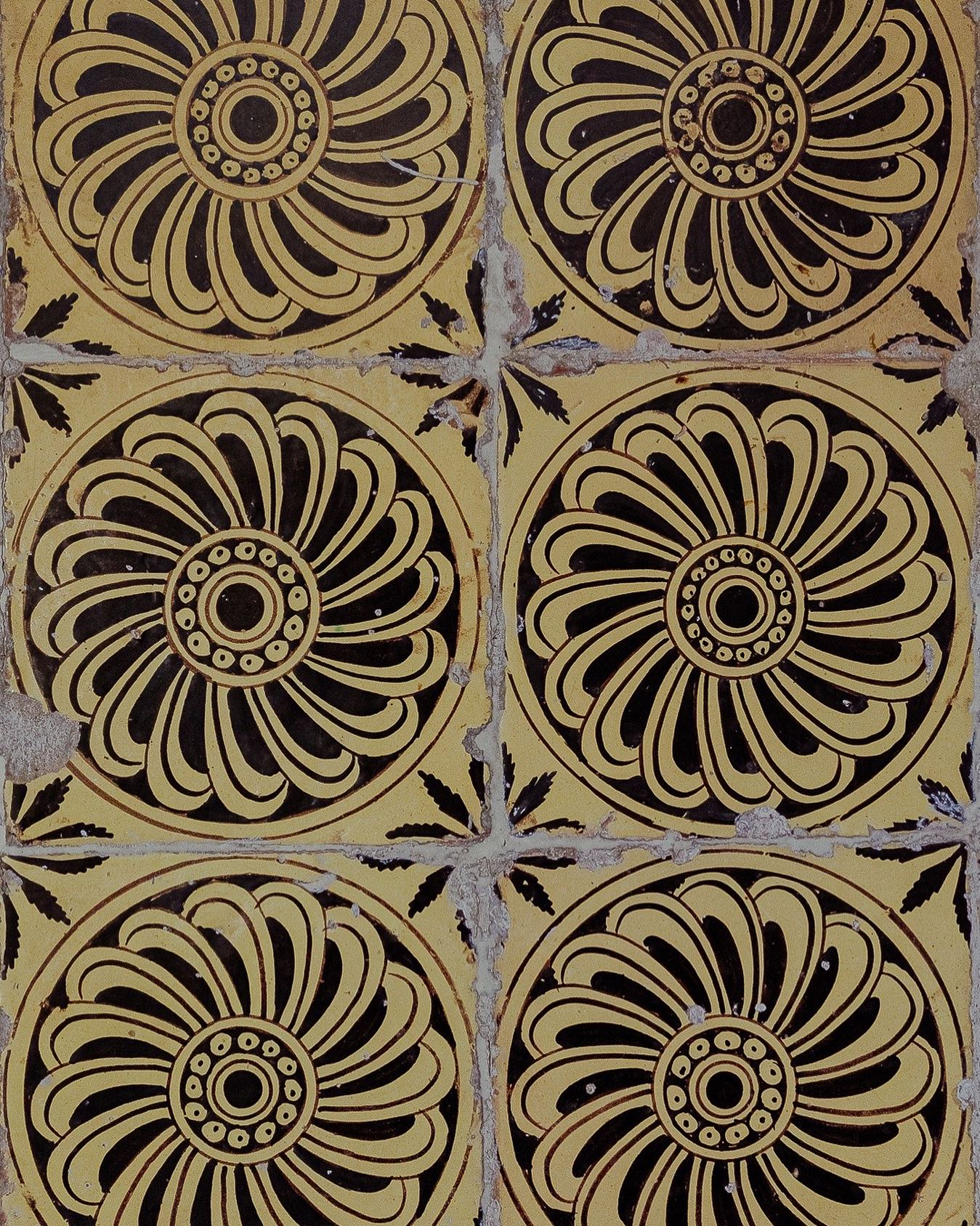
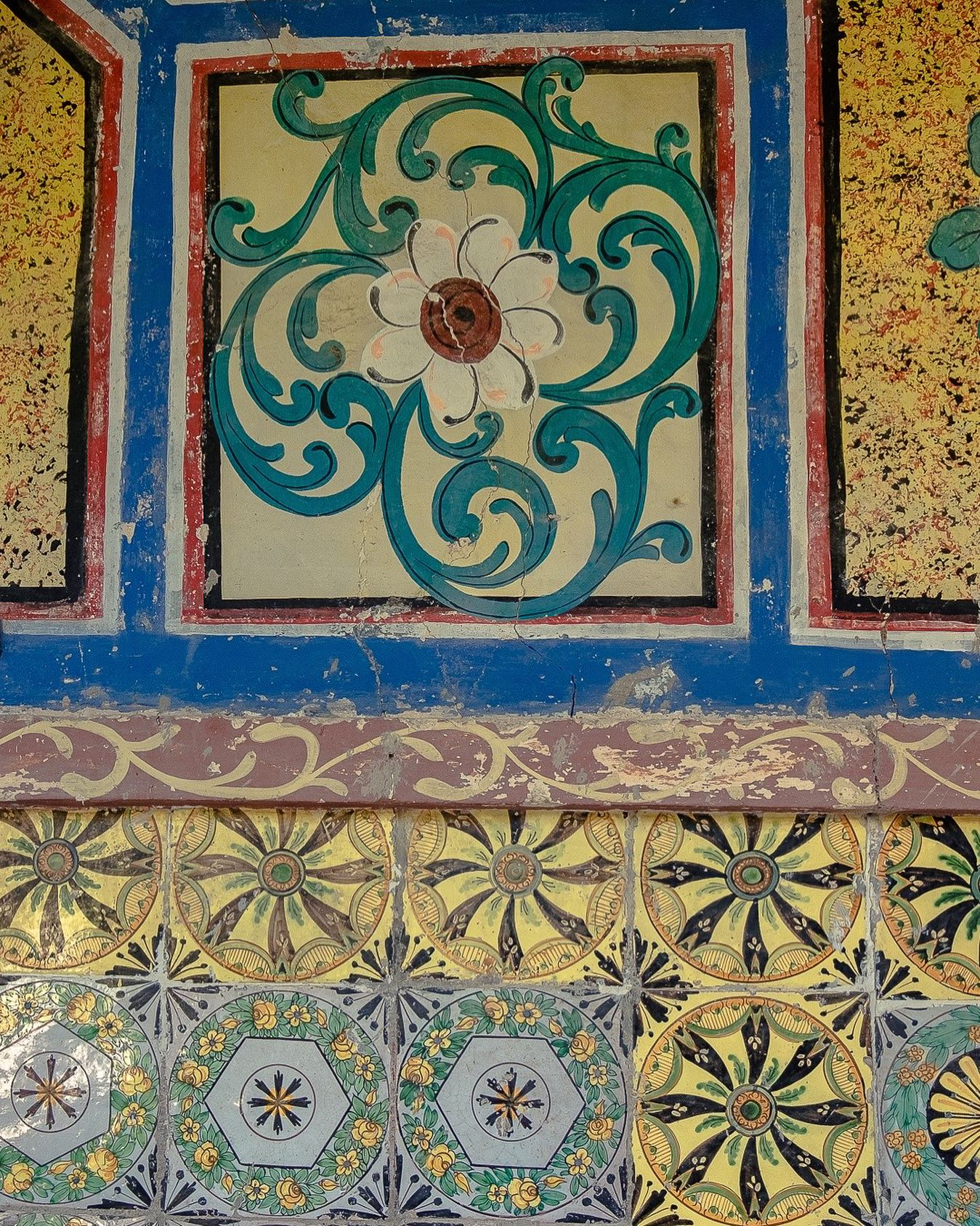
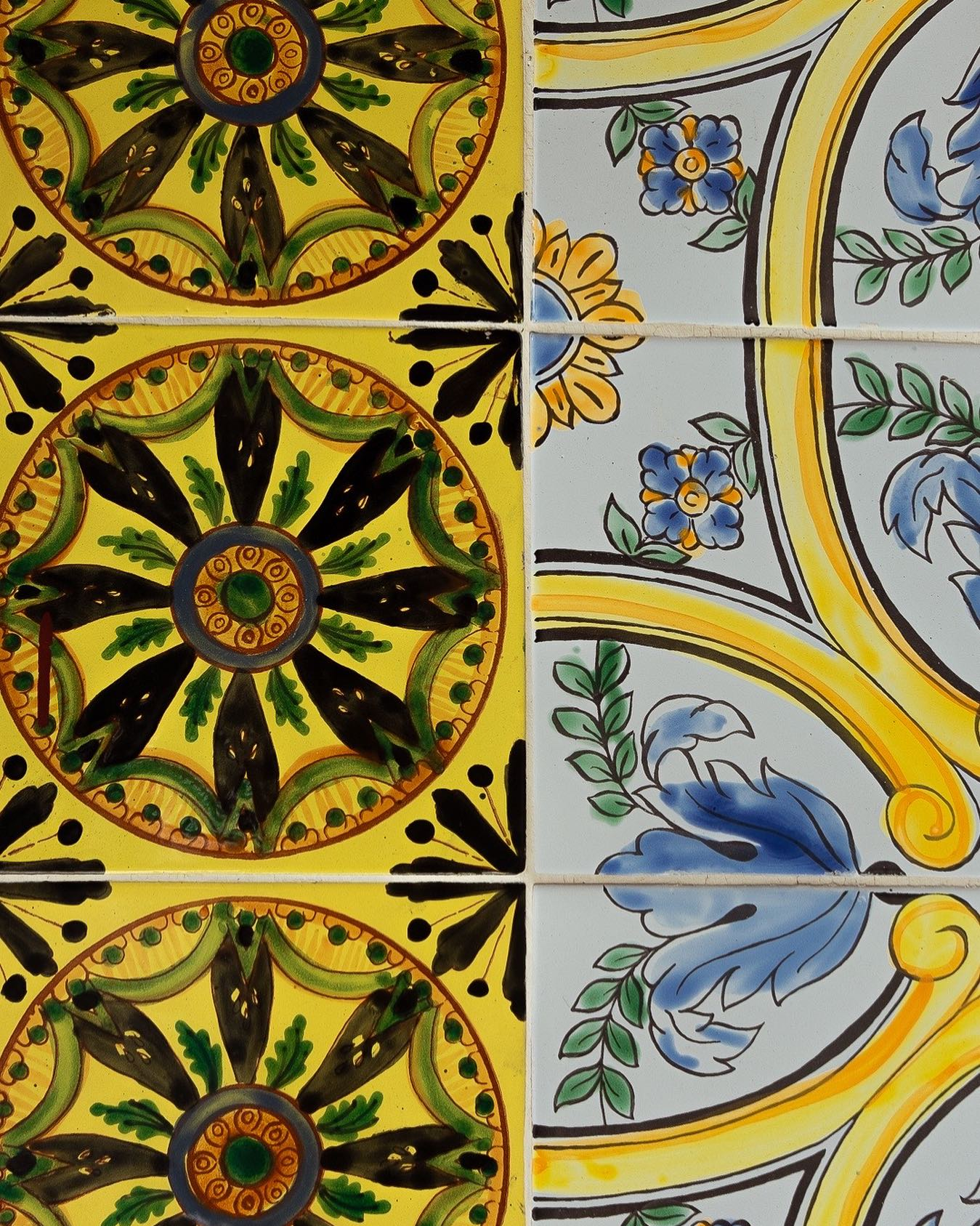
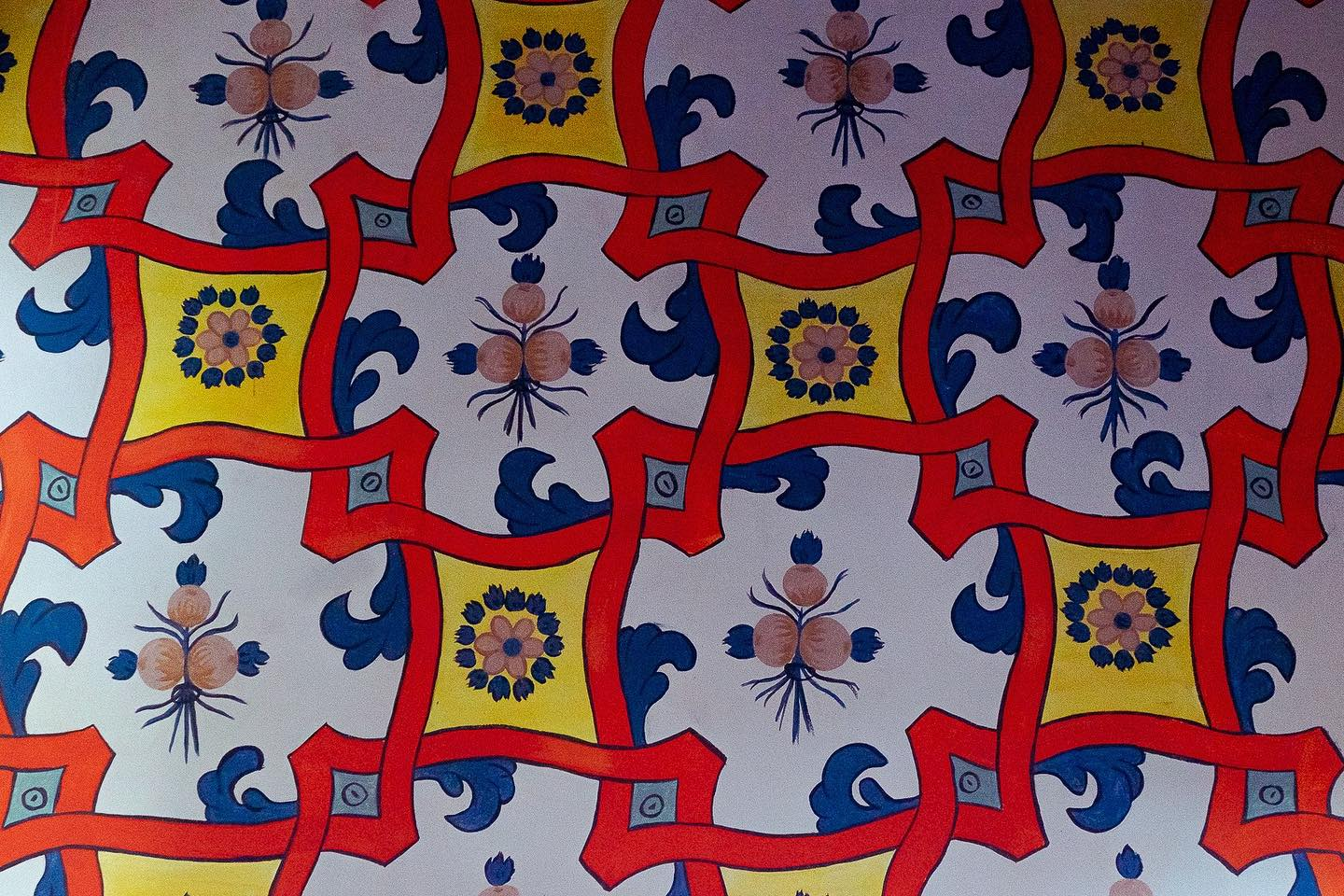
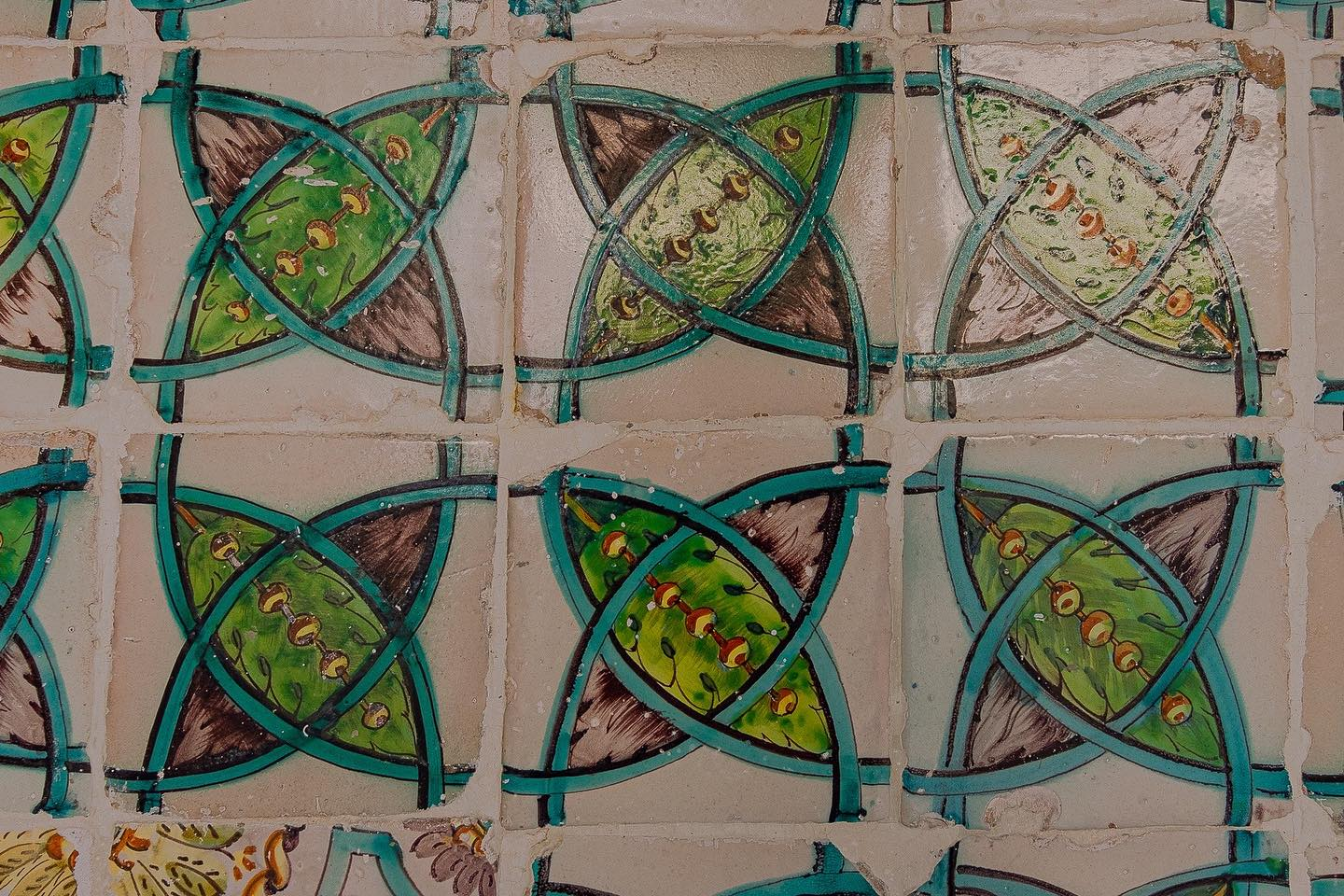
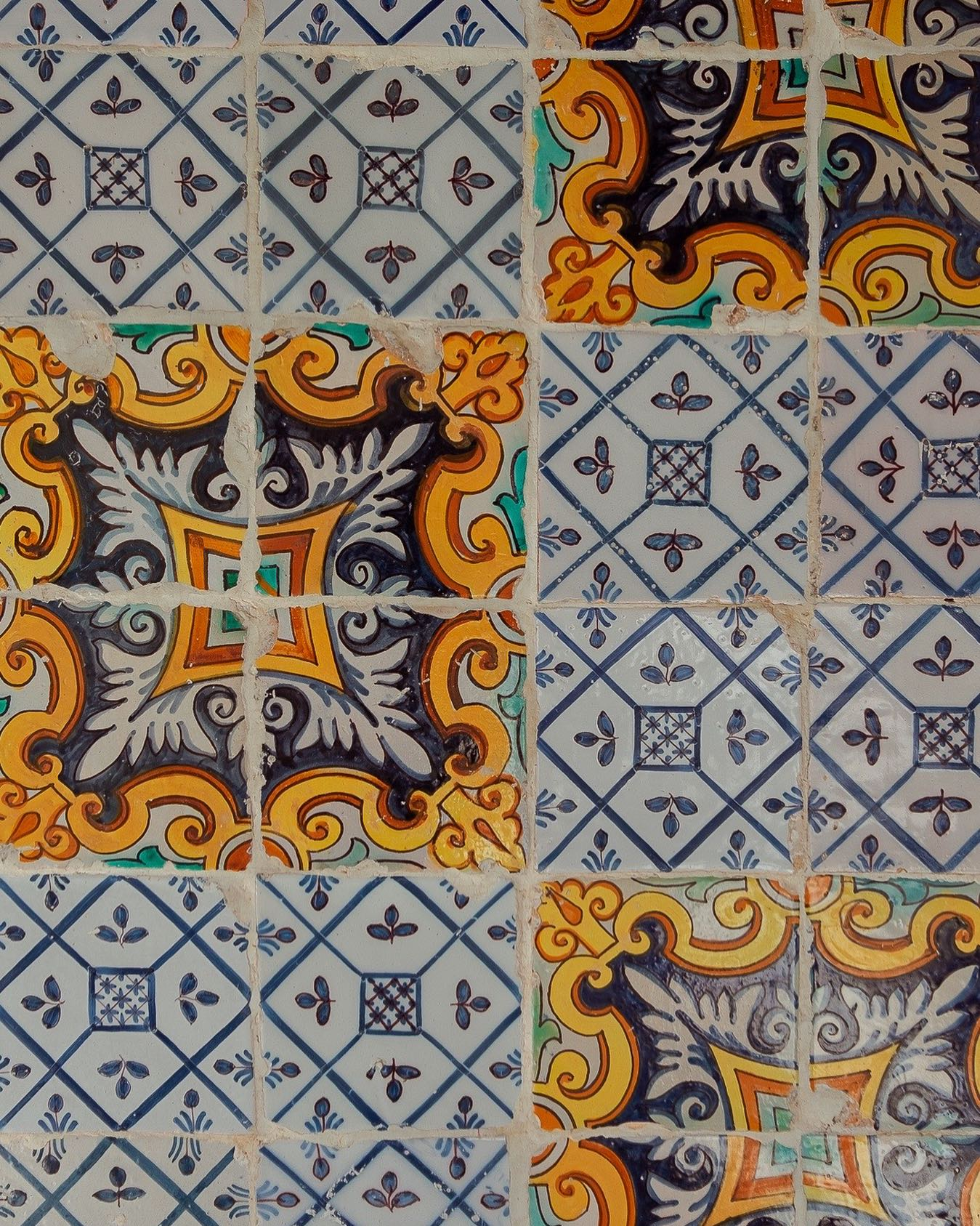
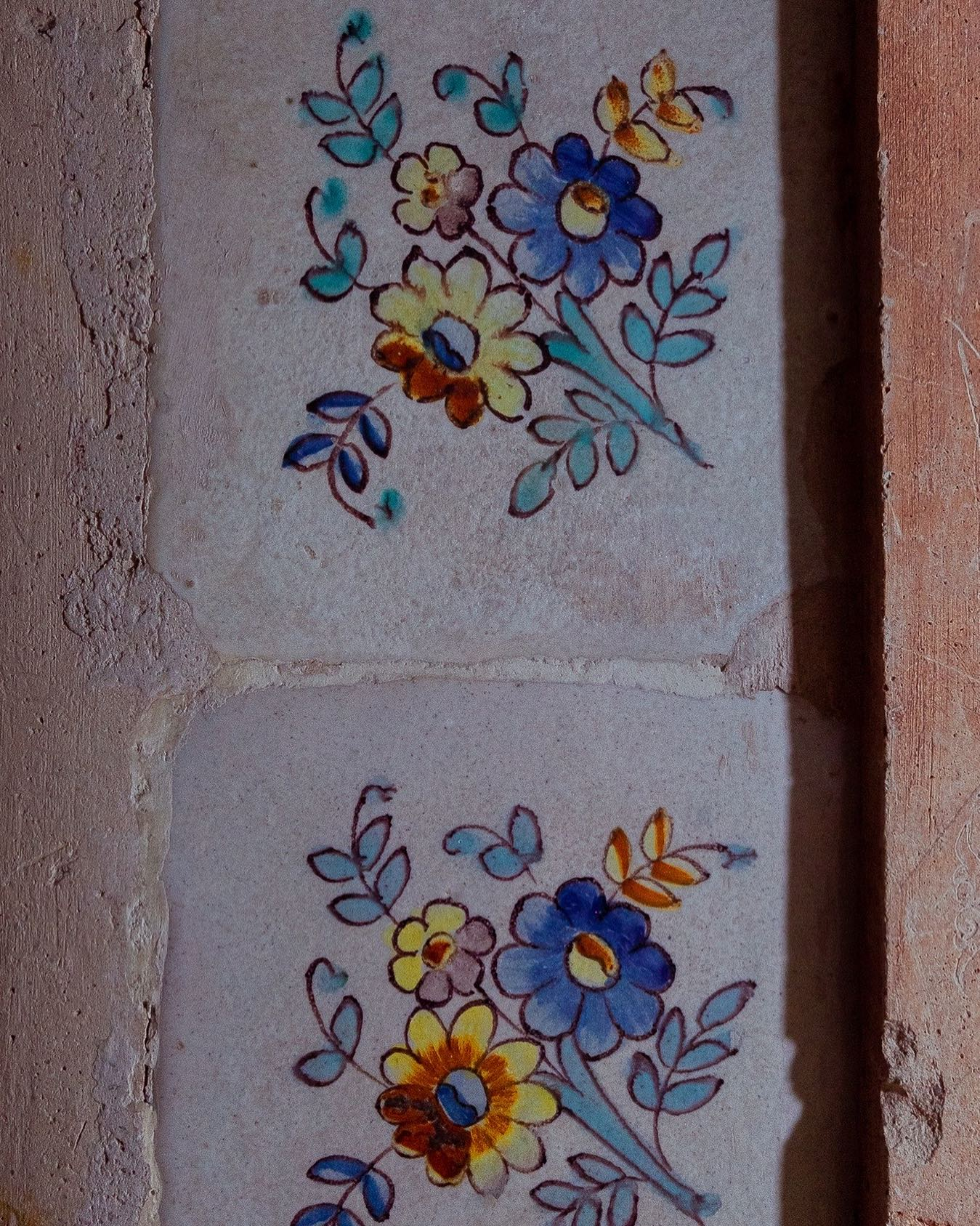
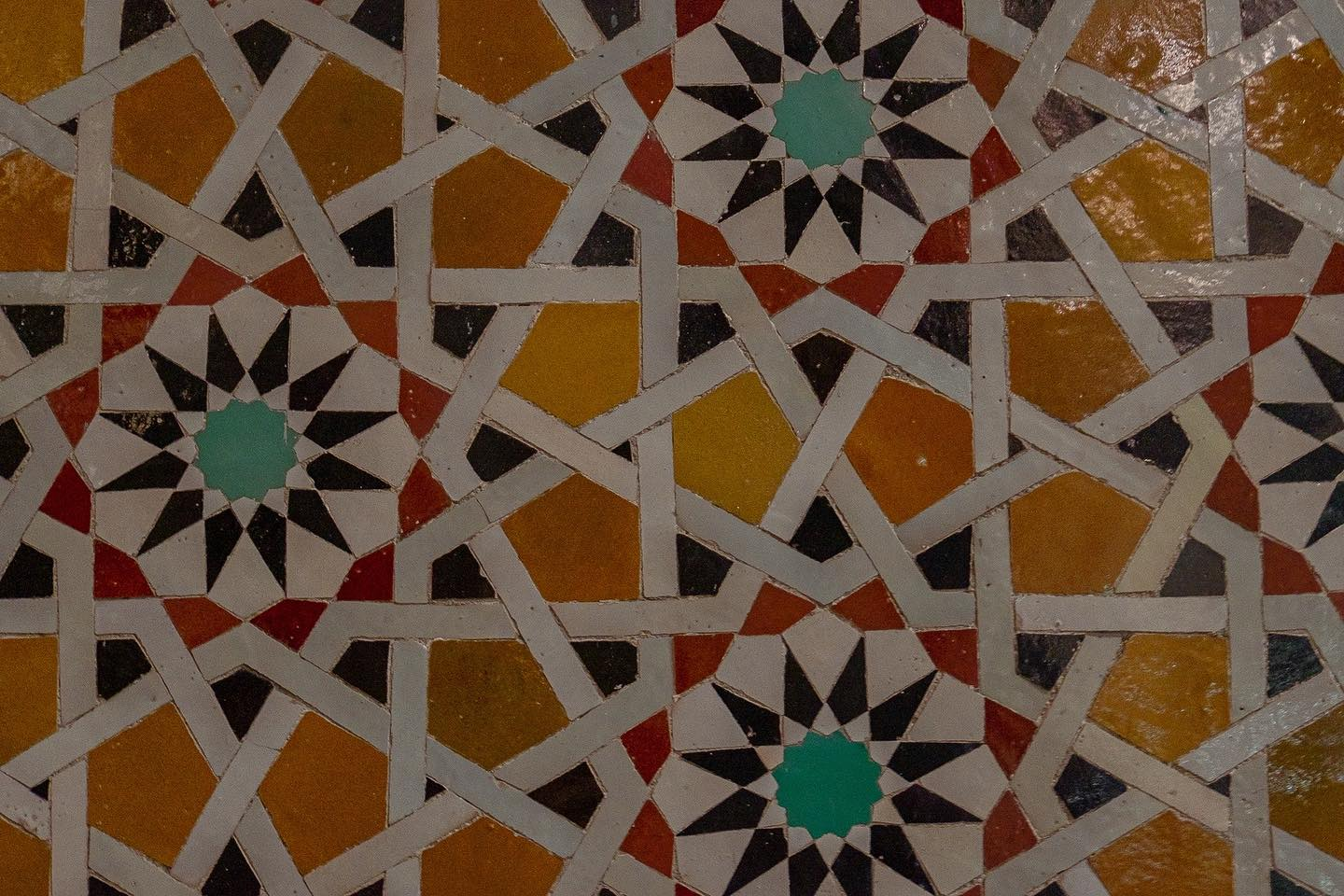
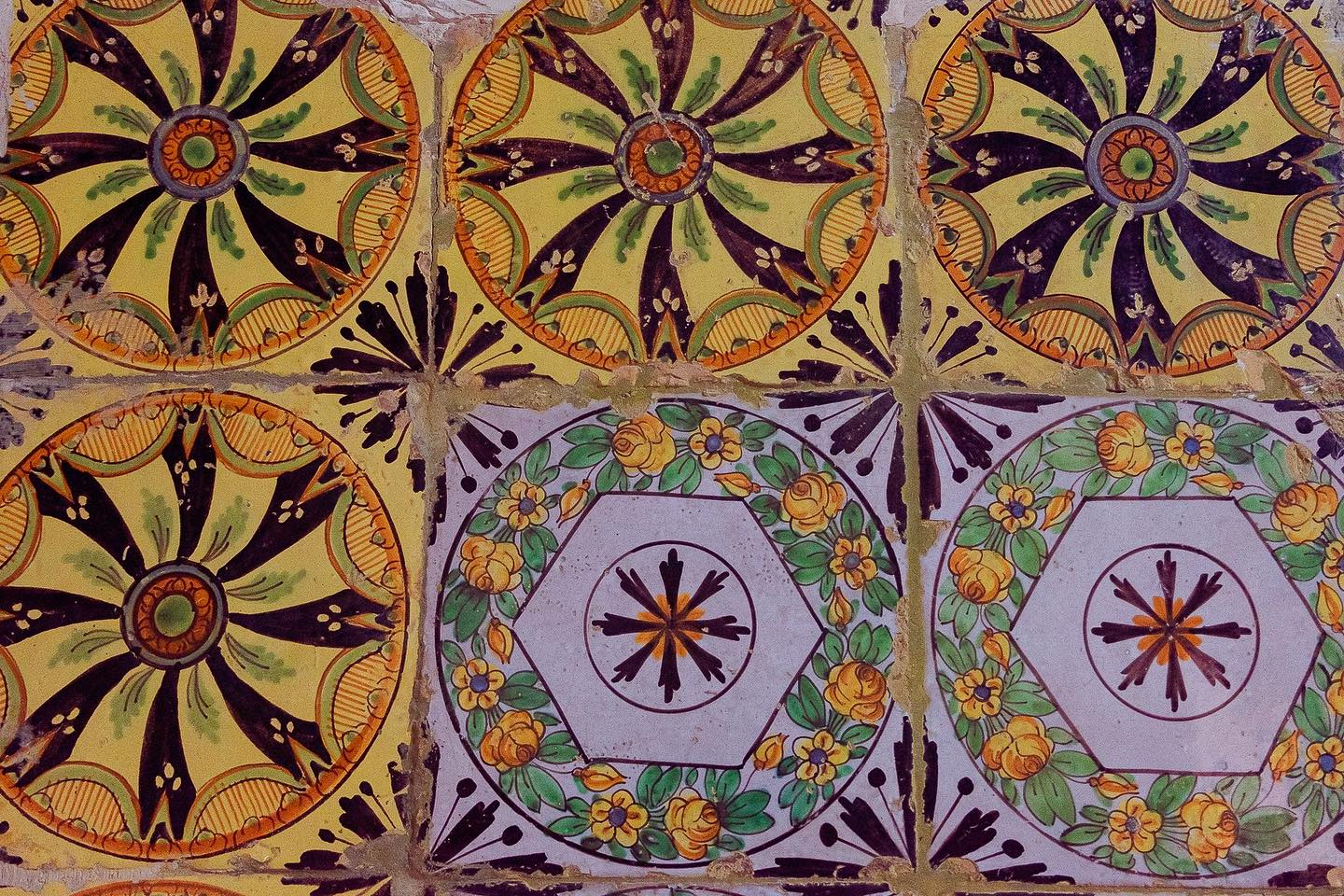
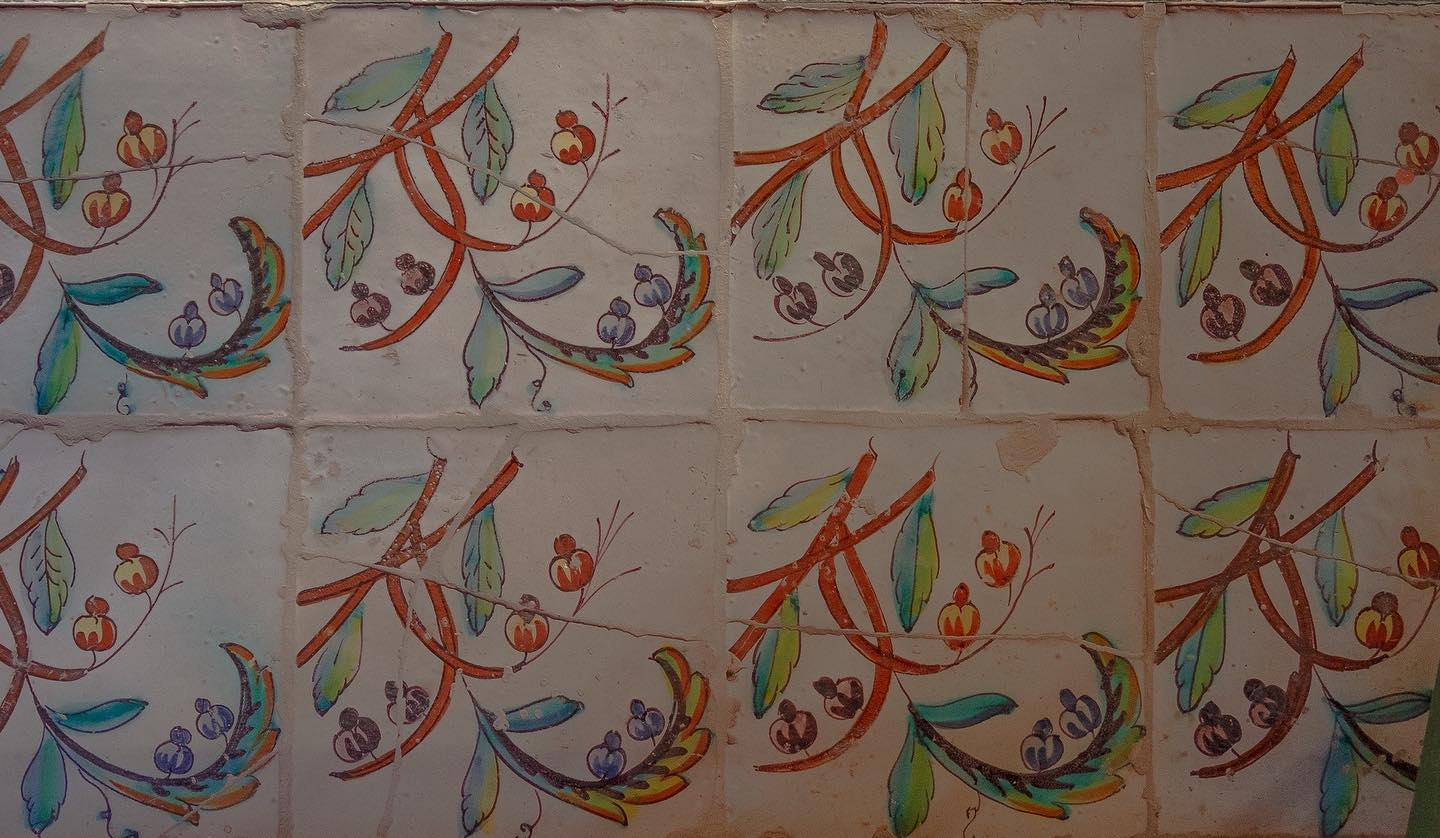
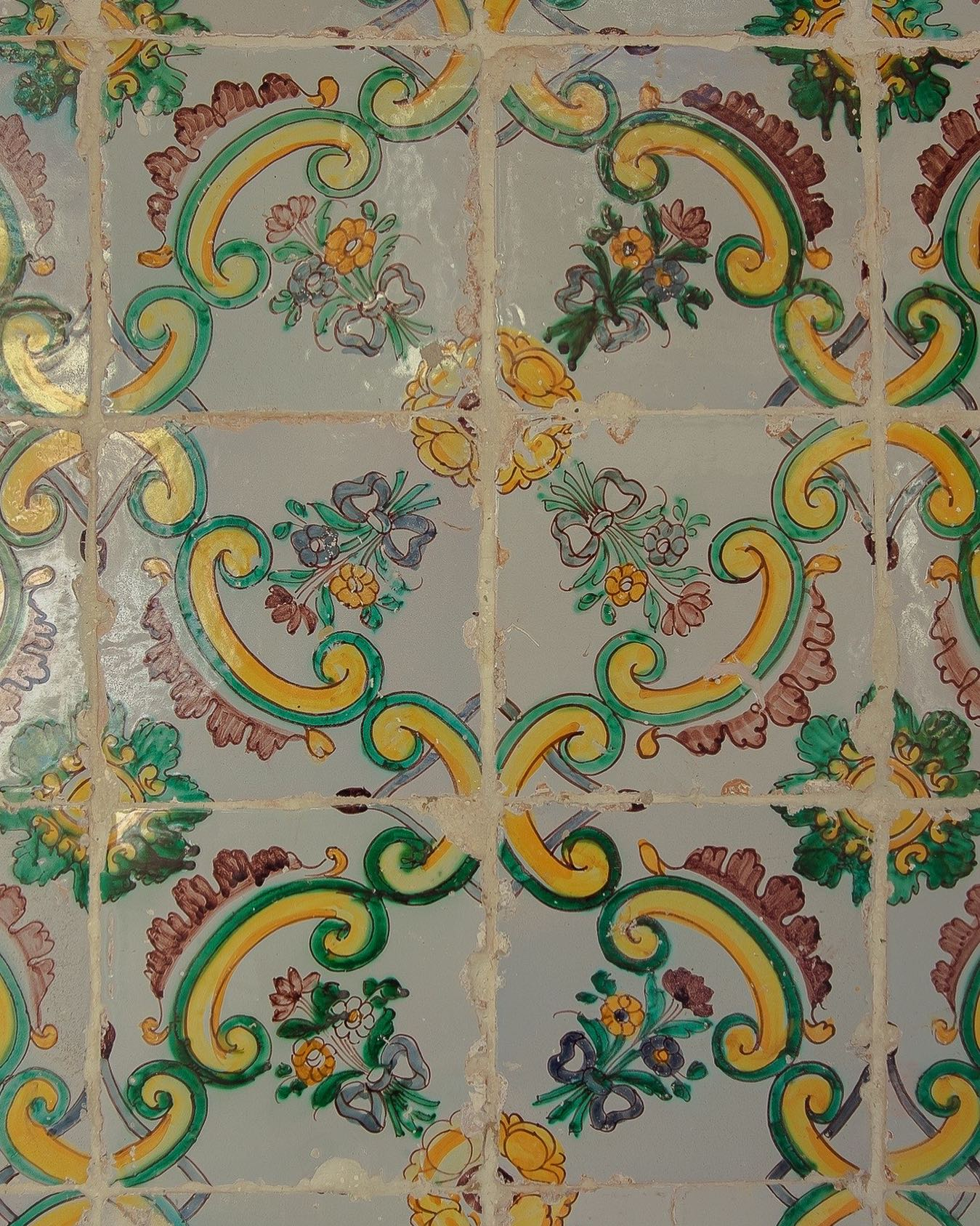
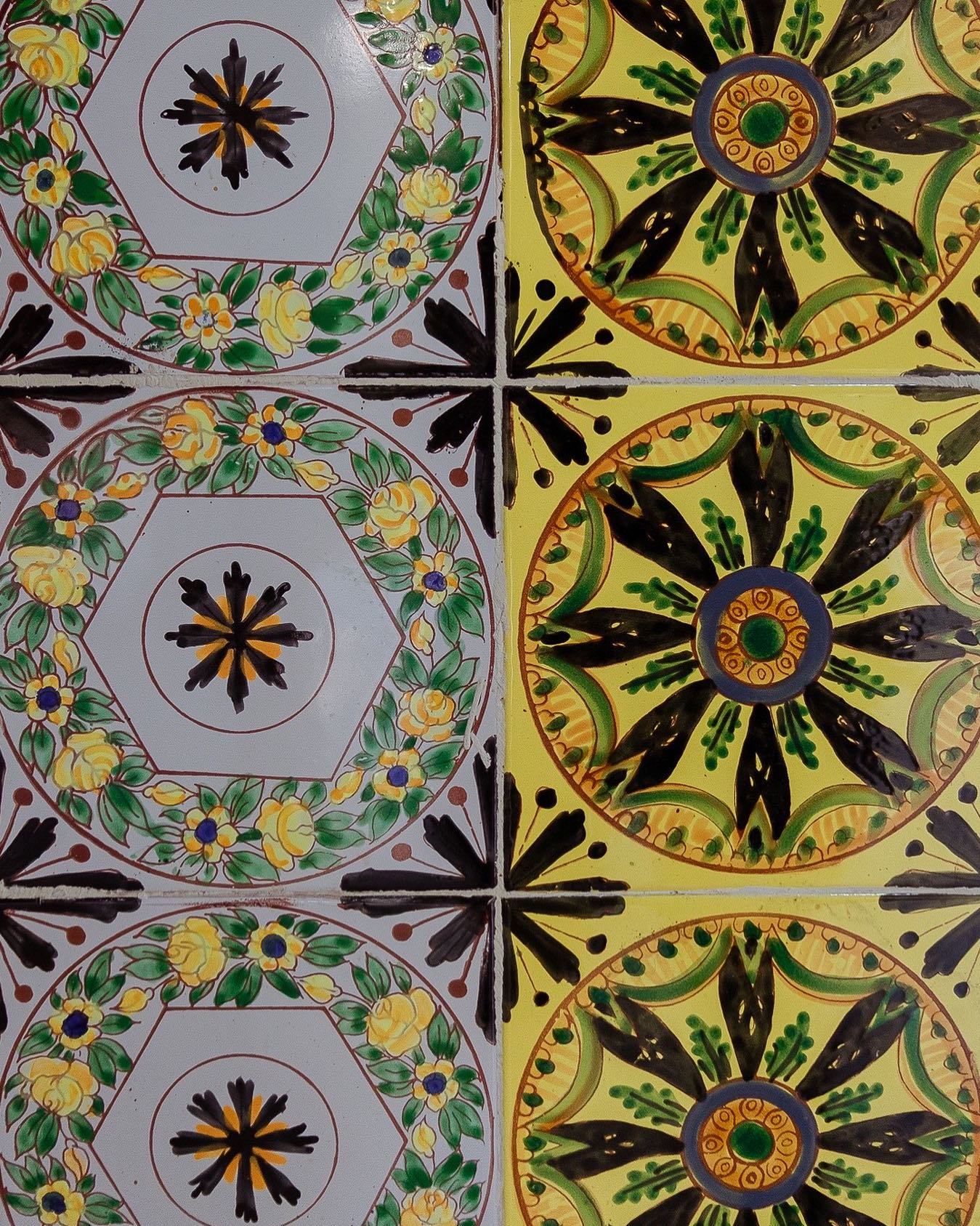
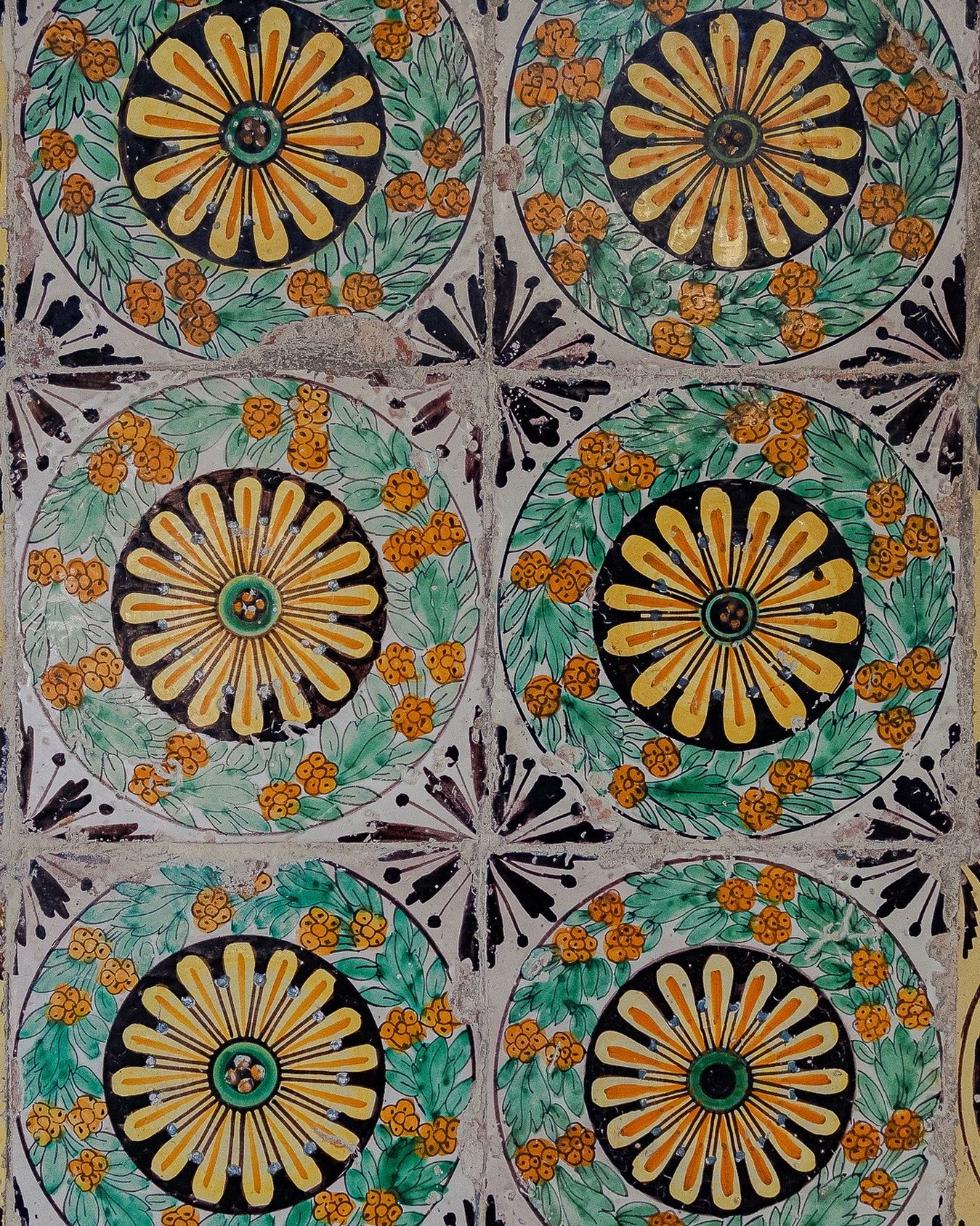
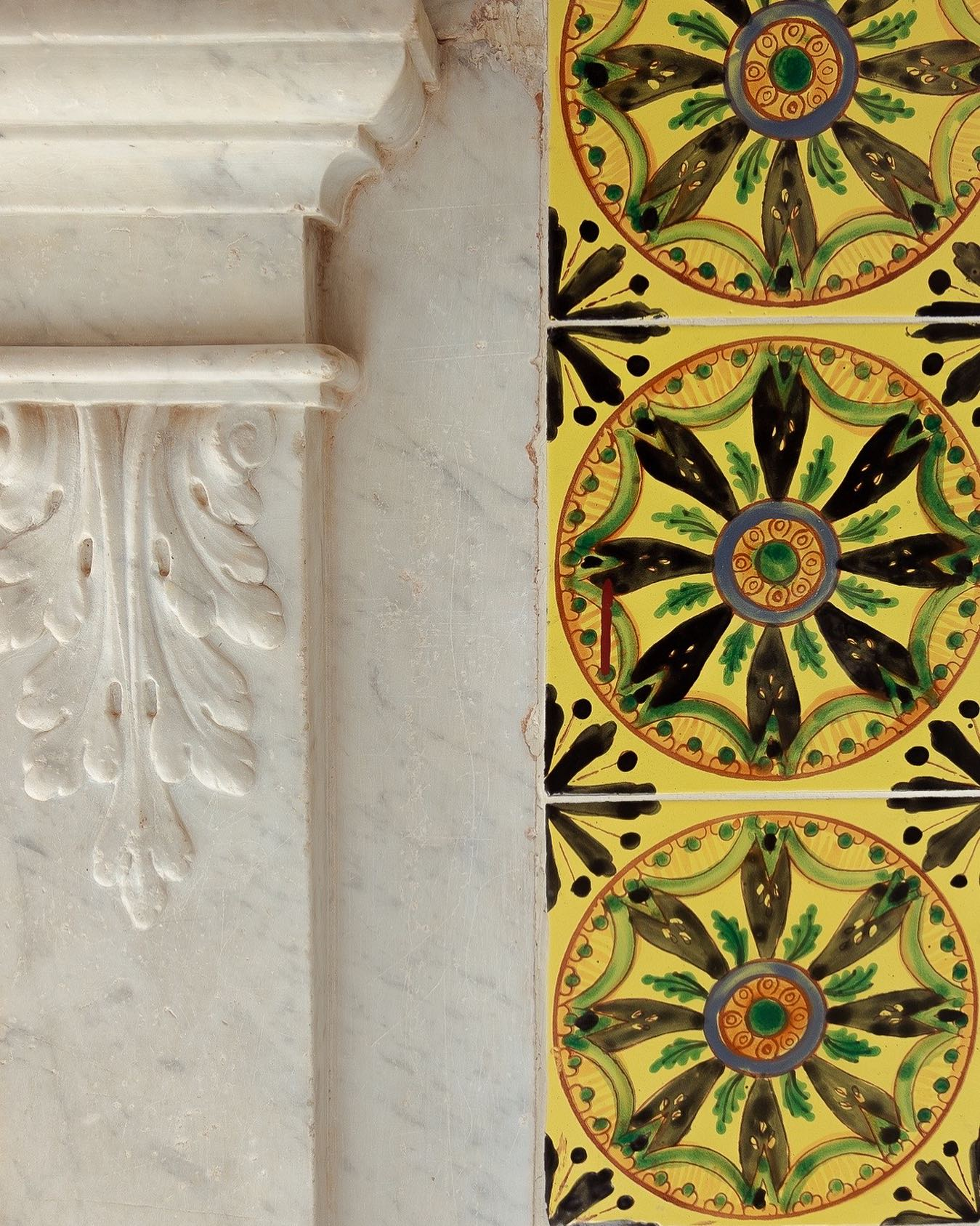

### Jardins
Les jardins représentent l’une des singularités majeures du palais de Constantine, aucune autre demeure ou édifice de la ville ne possédant d’espaces verts intra-muros. Trois jardins structurent l’ensemble, chacun doté d’une vasque centrale. À droite de l’entrée principale s’étend le vaste jardin des palmiers, tandis qu’à gauche se déploie le jardin des orangers. Le troisième, initialement conçu comme un bassin, était intégré à l’une des ailes du palais.
Ces jardins ne se limitent pas à un simple agrément esthétique, ils répondent à des fonctions précises. Aménagés pour offrir un espace ombragé et rafraîchissant, notamment durant l’été, ils accueillent diverses espèces d’arbres disposées autour des fontaines, symboles du paradis dans la tradition musulmane. L’attaché du musée souligne par ailleurs une autre particularité du palais : il s’agit du seul en Algérie à posséder une double galerie, inspirée du style andalou.
Un élément particulièrement intrigant de ces jardins est la présence d’un majestueux cèdre de l’Atlas, dont l’ombre s’étend sur une large partie de l’un d’eux. Cet arbre, qui pousse habituellement à une altitude de 1 400 mètres, défie les attentes des spécialistes en s’épanouissant dans l’enceinte du palais, situé à seulement 650 mètres d’altitude.

### Les fresques de Dar Ahmed
Plus de 2000 mètres carrés de murs de palais ont été décorés de peintures a faite à base de pigments naturels représentant les voyages d'Ahmed Bey à Alger, Alexandrie, Tunis, Tripoli, Istanbul, Candie, La Canée au Caire, et au Hejaz (La Mecque & Médine) en 1818 et 1819, ainsi que d'autres voyages avant et après son règne en tant que Bey de Constantine. Les peintures de La Canée, Candie et Le Caire constituent les ensembles les mieux conservés.
De plus, ces murs renferment 44 étendards et drapeaux, 3 mosquées, 78 espèces d'arbres, 36 voiliers, 66 frégates, de nombreuses maisons et différents types de bâtisses, simples ou surmontées de dômes, 69 minarets, 55 coupoles, 134 palmiers, de nombreuses inscriptions (seules 23 sont lisibles), 4 espèces d'oiseaux, 7 moulins à eau et à vent ainsi que 4 palais.
Une légende raconte que le Bey, trouvant le blanc des murs de son palais trop monotone, exigea de son intendant qu’il les peigne. Aucun Constantinois n’étant qualifié pour une telle tâche, l’intendant se rappela qu’un prisonnier italien croupissait depuis deux ans dans les geôles de la ville. Il le fit alors libérer afin qu’il réalise les fresques. « Mais Votre Seigneurie se trompe, je n'ai jamais peint ni dessiné de ma vie ; je suis cordonnier de mon état et je n'ai jamais manié d'autre instrument que l'alêne et le tranchet », répondit le prisonnier. « Tu vas te mettre à peindre, répondit l'intendant. Demain matin, je reviendrai voir ton ouvrage, et si je ne suis pas content, je te ferai administrer vingt-cinq coups de fouet. Si au contraire tu exécutes mes ordres, je te promets la liberté ». Perplexe et hésitant, l’Italien finit par s’incliner. Contraint de s’improviser artiste, il se met à dessiner avec maladresse, traçant des canons, des boulets et des navires aux grandes voiles, comme le ferait un enfant. Une fois son travail achevé, il reçoit, à sa grande surprise, les éloges de l’intendant pour son œuvre et retrouve sa liberté. Toutefois, ce récit folklorique est peu vraisemblable, car dès le XVIIIe siècle, des employés européens, chargés de la reconstruction de la ville, étaient déjà sollicités pour peindre les appartements du khalifa.
Victor Barrucand témoigne que : « Il y eut autrefois une tradition barbaresque de peinture à la gouache qui a laissé des images précieuses et stylisées de l’ancienne ville. Quelques-unes étaient datées et signées. La meilleure époque de cette peinture indigène est le commencement du XIXe siècle, qui fut une période de prospérité pour la Régence ». Il ajoute également qu'un certain Hadj Youssef figure parmi les peintres sélectionnés pour cette tâche, tandis qu'une restauration des peintures est entreprise autour de 1860.
Laurent-Charles Féraud décrit la technique employée : « Quelques barbes de plumes liées au bout d’un roseau leur servaient de pinceau, et une demi-douzaine de tasses à café posées sur un réchaud (fourneau en terre) contenaient, sans cesse à l’état liquide, les couleurs à la colle dont ils avaient besoin ».
Ces peintures se distinguent par leur représentation originale du pèlerinage de Constantine à La Mecque, une véritable fresque méditerranéenne retraçant les étapes du voyage : Alger, Tunis, La Goulette, Tripoli, Alexandrie, Le Caire, Candie, Rhodes, Djedda et Médine. Déroulée comme un parchemin, cette œuvre évoque le périple spirituel effectué par Hadj Ahmed vers les lieux saints de l’islam. D'une richesse picturale remarquable, elle présente, sur un fond rouge, des habitations chaulées de blanc et bleu, des palmiers aux teintes jaune sablonneux et vert en approchant du Hedjaz, ainsi que des navires à voiles naviguant sur une Méditerranée profonde d'un bleu marine, tandis que seuls de petits felouques osent s'aventurer sur la mer Rouge. Des détails tels que des sabres, des canons, des arbres feuillus et des palmiers apparaissent au fil des climats traversés, le tout accompagné de légendes explicatives.
On distingue également "El-Djazaïr el-Mahroussa", Alger la bien gardée. La fresque représente la ville sous forme d'un plan triangulaire avec son port, à l'extrémité duquel se trouve le "Bordj el-Fenar", ainsi que sa casbah identifiée par une inscription, le tombeau de Sidi Abderrahmane et le Bordj Moulay Hassan. Tous ces monuments sont surmontés du drapeau rouge d'Alger. Sous cette scène, des navires et des canons échangent des tirs, les batteries des remparts de la ville ripostant avec vigueur. Cette représentation pourrait évoquer l'armada de Charles Quint, vaincue en 1541, ce qui valut à la ville son surnom de "bien gardée", ou peut-être le blocus imposé par la flotte française de 1827 jusqu'à la prise de la ville en 1830, à laquelle Hadj Ahmed assista en tant que témoin et combattant. La fresque présente un intérêt historique notable, car elle constitue l'une des rares représentations connues réalisées par des Algériens sur leur propre histoire
La scène représentant Candie est encadrée dans un panneau rectangulaire, délimité dans sa partie supérieure par des tentures décoratives. Cette peinture, couvrant une surface de 26 m², a été réalisée à la colle sur un enduit de chaux sablé et badigeonné.
L’architecture navale se dévoile également dans la peinture à travers la représentation de divers bateaux et navires.
Le bateau (a) semble être un navire marchand néerlandais à trois mâts apparu à la fin du XVIe siècle. Le second, un Chebek (b), était un petit voilier méditerranéen utilisé pour le commerce ou la guerre. Enfin, le navire (c) est un galion, un grand voilier armé escortant les échanges coloniaux entre le XVIe et le XVIIIe siècle.

## Le Palais de Ahmed Bey dans la littérature
Le palais a été mentionné par le peintre Horace Vernet dans ses lettres décrivant son entrée dans la ville en 1837, aux côtés des armées françaises : " Nous entrons dans le Palais des Beys, tout change. Figure-toi une délicieuse décoration d’opéra, tout de marbre blanc, et des peintures des couleurs les plus vives, d’un goût charmant, des eaux coulant de fontaines ombragées d’orangers, de myrtes, etc., enfin un rêve des Mille et une Nuits ".
Guy de Maupassant l'évoque dans son récit de voyage Constantine : "Mais nous voici devant le palais d’Hadj-Ahmed, un des plus complets échantillons de l’architecture arabe, dit-on. Tous les voyageurs l’ont célébré, l’ont comparé aux habitations des Mille et Une Nuits.
Il n’aurait rien de remarquable si les jardins intérieurs ne lui donnaient un caractère oriental fort joli. Il faudrait un volume pour raconter les férocités, les dilapidations, toutes les infamies de celui qui l’a construit avec les matériaux précieux enlevés, arrachés aux riches demeures de la ville et des environs.".

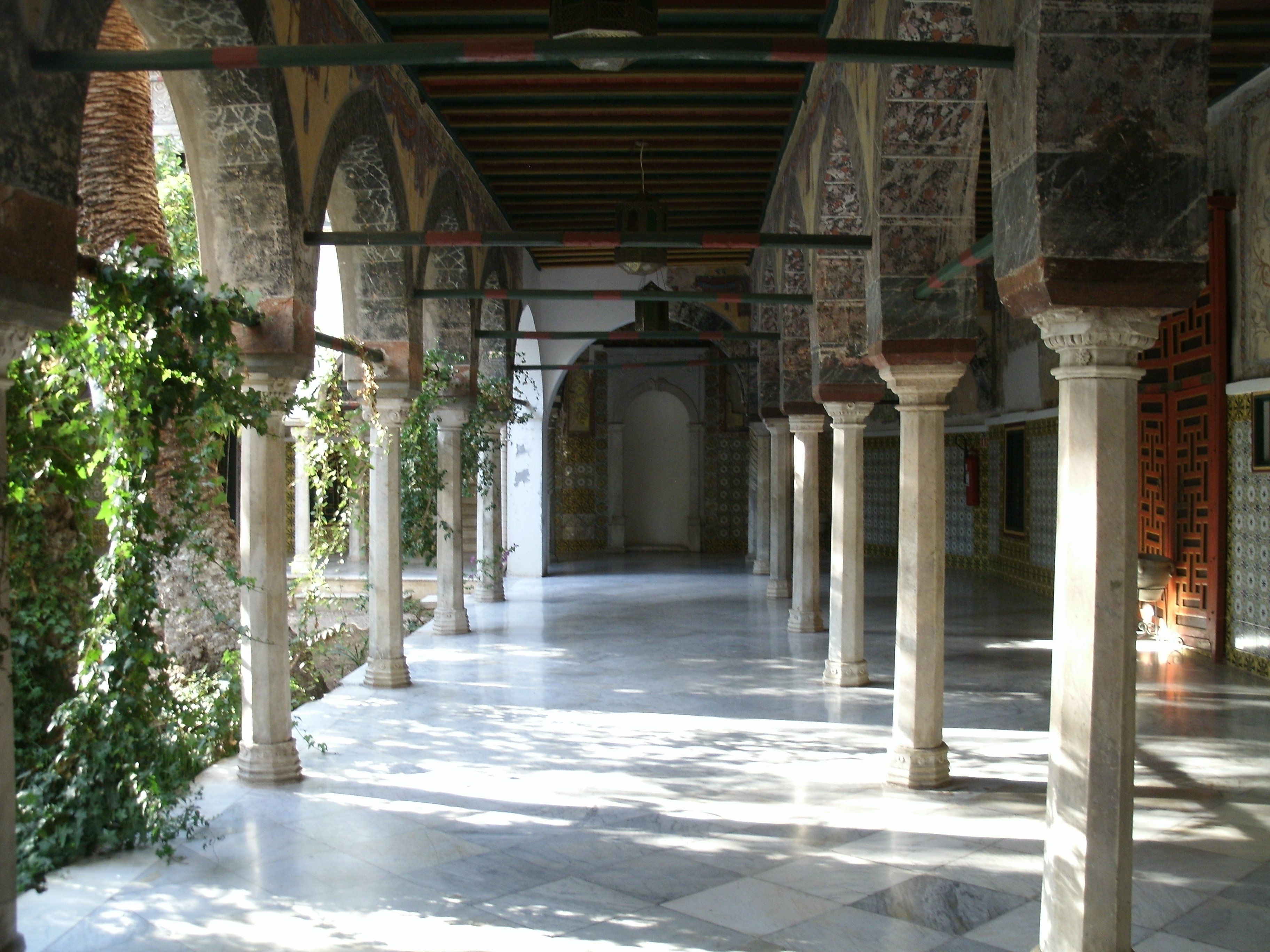
Galerie
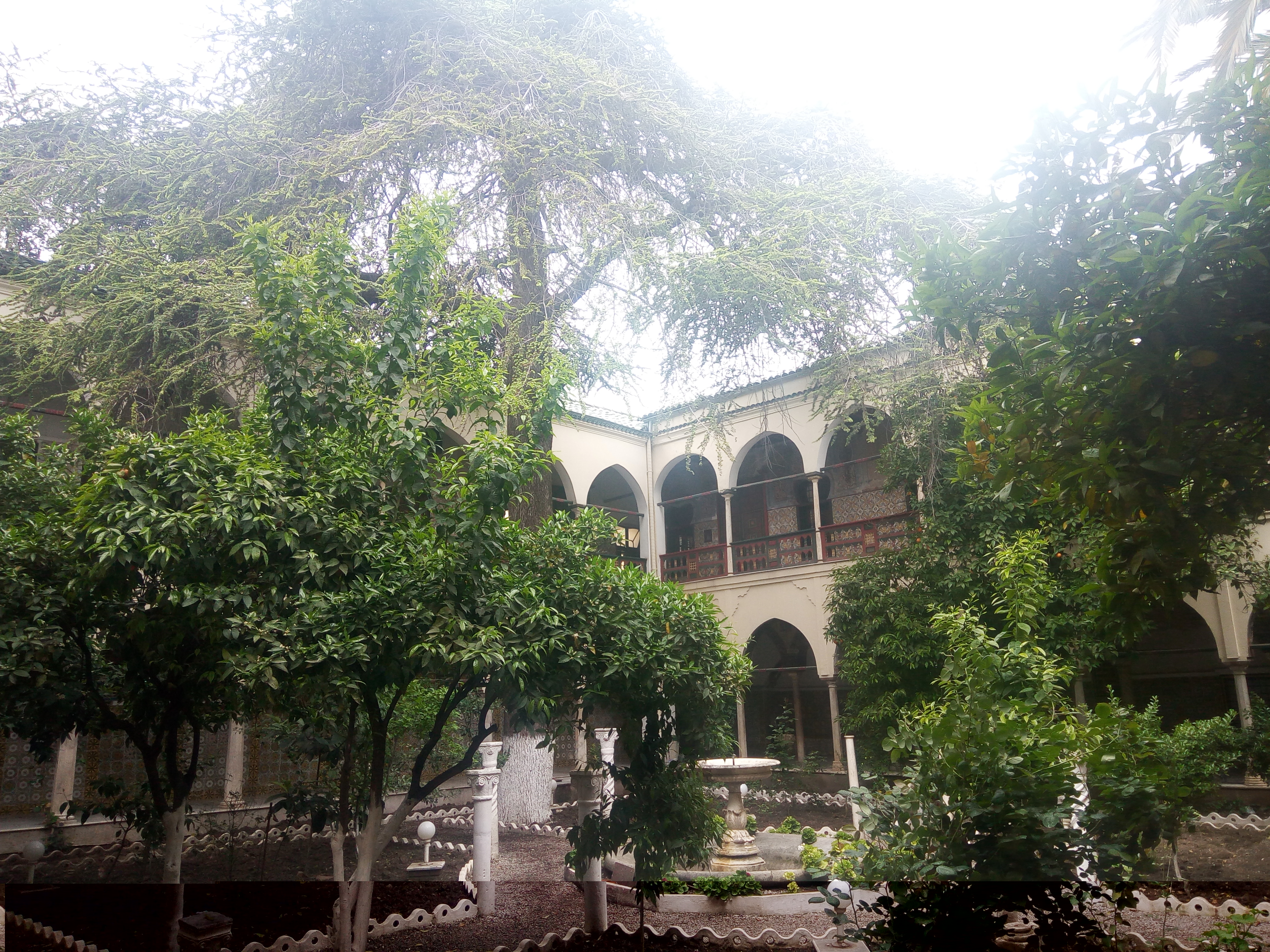
Jardin
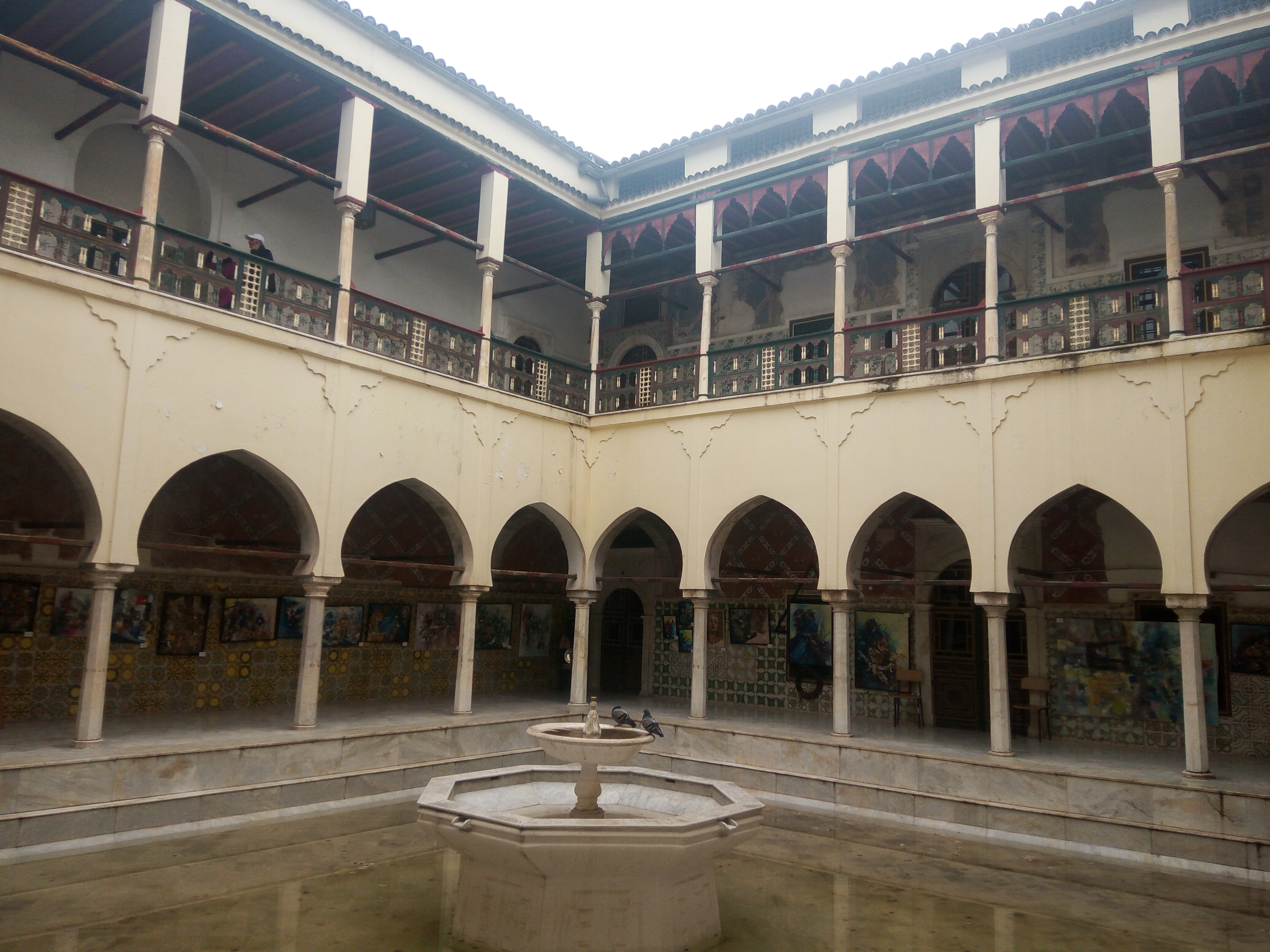
Patio
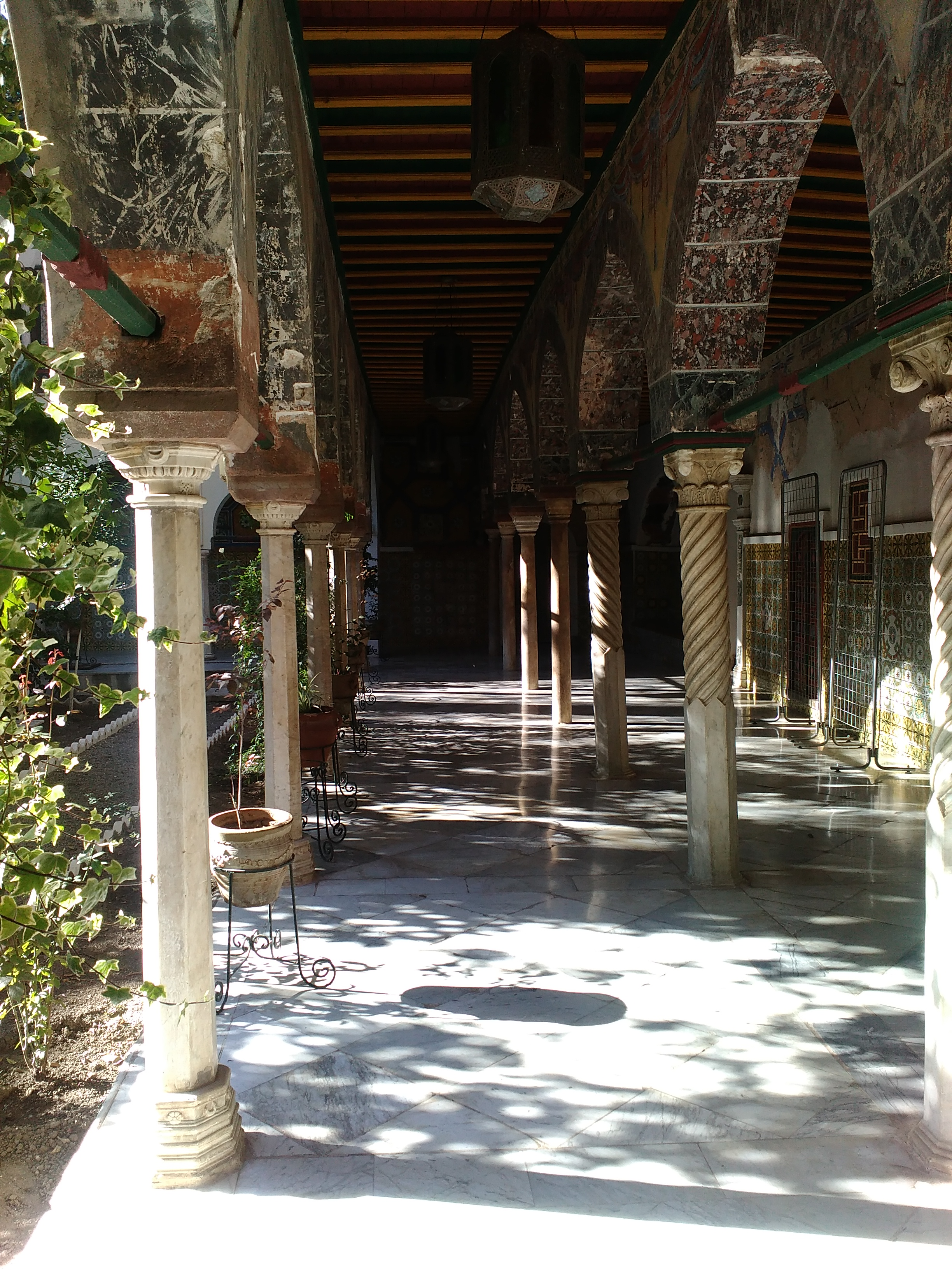
Décoration

## Visite
Horaire: Le palais est ouvert tous les jours de 9h00 a 17h00, sauf le vendredi.
Prix d'entrée: 50 dinars algériens pour les adultes et 25 dinars algériens pour les enfants.